# شیرین فامیلی
شیرین فامیلی، (درگذشتهٔ ۱۱ مرداد ۱۳۹۸) روزنامه‌نگار و فعال حقوق زنان بود. او از همکاران «رادیو کابل»، «رادیو فردا» و «رادیو زمانه» بود.
او در اوائل دهه ۶۰، پس از اوجگیری محدودیت‌ها و فشارهای حکومتی علیه فعالان سیاسی در ایران، از کشور خارج و ابتدا به شوروی و سپس به افغانستان رفت و چهار سال همکار «رادیو کابل» شد. سرانجام راهی آلمان شد. در سال ۱۳۸۱ به تحریریه رادیو فردا پیوست. مدیریت وب‌سایت «تهیه» را بر عهده داشت و پس از چند سال مبارزه با سرطان پستان، در بامداد جمعه ۱۱ مرداد ۱۳۹۸ در بیمارستان مارتین لوتر برلین درگذشت.